# Махаев, Докка
Докка Махаев (30 марта 1955  — 11 июля 1996, Гехи, Урус-Мартановский район) — чеченский военный деятель, один из ключевых руководителей обороны с. Гехи во время Первой российско-чеченской войны, заместитель командующего Юго-Западным фронтом Вооруженных сил ЧРИ.

## Биография
Докка Махаев выходец из села Гехи Урус-Мартановского района.
При СССР был офицером Советской армии.
Являлся активным участником первой российско-чеченской войны. Считался одним из самых радикальных командиров ВС ЧРИ. Российские власти обвиняли его в похищении людей и других преступлениях.
Согласно сайту чеченских боевиков, во время первой чеченской войны Докка хорошо проявил себя. Он был назначен заместителем командующего Юго-Западным фронтом Вооруженных сил ЧРИ, которым был Руслан Гелаев. Руководил обороной села Гехи Урус-Мартановского района, где под его командованием находилось до 200 человек.
3 июля участвовал в переговорах с российской делегацией в с. Новые Атаги.
Во время первого штурма Гехи российскими войсками был убит его младший брат Алха, он успел подбить один из бронетранспортеров перед своим домом, где располагался штаб Докки. Перед этим был убит ещё один из его братьев - Дукх-Ваха. Они устроили засаду на колонну российских войск из ОМОНа и СОБРа, штурмовавших село. Спецназовцы понесли потери убитыми и ранеными и были вынуждены отступить, а по селу начала работать авиация. Населенный пункт был окружён российскими войсками, в результате обстрела села 11 июля 1996 года Докка был убит.
Указом Президента Чеченской Республики Ичкерия одним из первых посмертно награждён высшей государственной наградой ЧРИ — орденом: «Честь нации» («Къоман сий»).

## Семья
В ходе первой российско-чеченской войны два брата Докки — Алха и Дукх-Ваха также погибли при обороне села Гехи в Урус-Мартановском районе в июле 1996 года.